# Канстебелвілл (Нью-Йорк)
Канстебелвілл (англ. Constableville) — селище (англ. village) в США, в окрузі Льюїс штату Нью-Йорк. Населення — 293 особи (2020).

## Географія
Канстебелвілл розташований за координатами 43°33′54″ пн. ш. 75°25′41″ зх. д. / 43.56500° пн. ш. 75.42806° зх. д. (43.564878, -75.428055).  За даними Бюро перепису населення США в 2010 році селище мало площу 2,90 км², уся площа — суходіл.

## Демографія
Згідно з переписом 2010 року, у селищі мешкали 242 особи в 107 домогосподарствах у складі 62 родин. Густота населення становила 84 особи/км².  Було 134 помешкання (46/км²).
Расовий склад населення:
| - 98,8 % — білих - 0,4 % — корінних американців |

До двох чи більше рас належало 0,8 %. Частка іспаномовних становила 0,4 % від усіх жителів.
За віковим діапазоном населення розподілялося таким чином: 20,2 % — особи молодші 18 років, 62,4 % — особи у віці 18—64 років, 17,4 % — особи у віці 65 років та старші. Медіана віку мешканця становила 41,7 року. На 100 осіб жіночої статі у селищі припадало 98,4 чоловіків;  на 100 жінок у віці від 18 років та старших — 107,5 чоловіків також старших 18 років.
Середній дохід на одне домашнє господарство  становив 54 849 доларів США (медіана — 46 042), а середній дохід на одну сім'ю — 60 191 долар (медіана — 50 000). Медіана доходів становила 28 750 доларів для чоловіків та 30 250 доларів для жінок. За межею бідності перебувало 15,5 % осіб, у тому числі 40,0 % дітей у віці до 18 років та 0,0 % осіб у віці 65 років та старших.
Цивільне працевлаштоване населення становило 113 осіб. Основні галузі зайнятості: освіта, охорона здоров'я та соціальна допомога — 22,1 %, роздрібна торгівля — 14,2 %, будівництво — 12,4 %.